# Кекин, Анатолий Иванович
Анатолий Иванович Ке́кин (25 февраля 1959 года — 27 июня 2009 года) — глава города Минусинска (2001—2009).

## Биография
В 1983 году окончил Челябинский сельскохозяйственный институт по специальности инженер-электрик.
Работал в колхозе «Искра Ленина» Минусинского района. С 1985 года занимался партийной работой в ВЛКСМ — был вторым, затем первым секретарем Минусинского райкома ВЛКСМ.
С 1988 года — инструктор горкома КПСС Минусинска.
С 1990 по 2000 год — директор предприятий бытового обслуживания, генеральный директор ОАО «Минбыт».
С августа 2000 года — заместитель главы Минусинска.
С сентября 2000 года исполнял обязанности главы Минусинска.
С 2000 по 2004 год — председатель городской Думы второго созыва.
С января 2001 года — глава Минусинска.
28 марта 2004 года победил во втором туре и был избран на второй срок главой Минусинска.
С декабря 2007 по июнь 2009 года — глава города и председатель Минусинского городского Совета депутатов.
Анатолий Кекин являлся:
- Членом Совета по предпринимательству при Полномочном Представителе Президента Российской Федерации в Сибирском Федеральном Округе;
- Председателем палаты городских округов Совета муниципальных образований Красноярского края;
- Членом координационного Совета при Губернаторе Красноярского края;
- Председателем Ассоциации глав местного самоуправления Красноярского края «Юг».

За годы работы Кекин награждён:
- Медалью ордена «За заслуги перед Отечеством II степени», 2003 год[1];
- Почетными грамотами администрации Красноярского края и Законодательного Собрания Красноярского края.

## День Минусинского помидора
Инициатор создания праздника «День Минусинского помидора» в городе Минусинск. С тех пор праздник традиционно отмечается жителями города с 2004 года.

## Покушение
6 июля 2007 года на жизнь Анатолия Кекина было совершено покушение — на калитке его коттеджа в селе Селиваниха была установлена растяжка с боевой гранатой Ф-1. Взрывное устройство было обезврежено, а минусинская межрайонная прокуратура в тот же день возбудила дело по ч. 2 ст. 105 УК РФ («Покушение на убийство общеопасным способом»). Виновные в покушении были задержаны через несколько дней. Ими оказались бывший директор минусинского рынка «Заречный» Александр Санько и его бывший сотрудник Александр Кадочников. Причиной покушения стало решение мэра уволить Санько. Красноярский краевой суд приговорил бывшего директора минусинского рынка «Заречный» Александра Санько к девяти годам лишения свободы.

## Смерть
В субботу 27 июня 2009 года Анатолий Кекин утонул в реке Енисей в районе Туруханска во время своего отпуска. Был похоронен 21 июля.

## Семья
Был женат. Дочь Ольга, сын Иван

## Память
С 2011 года в Минусинске традиционно проводится Первенство по боксу среди юношей памяти Анатолия Кекина. Для участия в соревнованиях в столицу юга края приезжают порядка ста спортсменов из всех регионов Сибири, а также европейской части России.